# ویلدشتایگ
ویلدشتایگ (به آلمانی: Wildsteig) یک شهر در آلمان است که‌در بایرن واقع شده‌است.

## خصوصیات
ویلدشتایگ ۴۷٫۷۳ کیلومترمربع مساحت دارد ۸۷۵ متر بالاتر از سطح دریا واقع شده‌است.